# Рак гортани
Рак гортани — злокачественное новообразование гортани, происходящее из эпителиальной ткани.

## Этиология
Рак гортани является наиболее распространённой злокачественной опухолью гортани — 50-60 % случаев. Он составляет около 3 % от всех злокачественных опухолей человека. Преимущественно встречается у мужчин 40-60 лет, которые составляют 80-95 % больных.
Подавляющее число больных раком гортани является злостными курильщиками. Риск появления рака гортани повышается из-за употребления алкогольных напитков, работы в условиях запылённости, повышенной температуры, повышенного содержания в атмосфере табачного дыма, бензола, нефтепродуктов, сажи, фенольных смол.
Раку гортани зачастую предшествует хронический многолетний ларингит. Особое значение в возникновении рака гортани имеют предраковые заболевания:
- длительно существующая папиллома
- лейкоплакия слизистой оболочки гортани
- дискератозы
- пахидермия
- фиброма на широком основании
- кисты гортанных желудочков
- хронические воспалительные процессы

Часто наблюдается малигнизация папиллом и лейкоплакии. 98 % случаев рака гортани представлены плоскоклеточным раком.
Гортань клинически разделяется на 3 отдела: надсвязочный, связочный и подсвязочный. Чаще всего опухоль начинает развиваться из надсвязочного отдела гортани (65 % случаев), причём этот вид опухоли является самым злокачественным: быстро развивается и рано метастазирует. Рак голосовых связок встречается в 32 % случаев и несколько менее злокачествен. В подсвязочном отделе гортани рак развивается реже всего (3 % случаев), однако этот вид опухоли часто развивается в подслизистом слое, вследствие чего обнаруживается позже и имеет более серьёзный прогноз.
Опухоль может расти экзофитно в просвет гортани, для неё характерна бугристая и сосочковая поверхность и чёткие границы. Эндофитная разновидность рака растёт вглубь тканей, не имеет выраженных границ, часто сопровождается изъязвлениями. Существуют также смешанные виды рака гортани.

## Классификация
Согласно отечественной классификации, рак гортани подразделяется на следующие стадии:
- I стадия — опухоль ограничивается слизистой оболочкой и подслизистым слоем, находится в пределах одного отдела гортани; метастазов нет
- II стадия — опухоль занимает весь отдел гортани, но не выходит за его пределы; метастазов нет
- IIIа стадия — опухоль прорастает за пределы одного отдела гортани на соседние ткани, вызывая неподвижность половины гортани, но не распространяется на соседние отделы
- IIIб стадия — опухоль прорастает в соседние отделы гортани; обнаруживаются одиночный неподвижный регионарный метастаз или множество подвижных
- IVа стадия — опухоль прорастает в соседние органы
- IVб стадия — опухоль распространяется на значительную часть гортани и прорастает подлежащие ткани
- IVв стадия — неподвижные метастазы обнаруживаются в лимфоузлах шеи
- IVг стадия — обнаружены отдалённые метастазы при опухоли любого размера

Согласно TNМ-классификации, опухоли определяют:
T — первичная опухоль:
- Тх — недостаточно данных для оценки первичной опухоли
- Т0 — первичная опухоль не определяется
- Тis — неинвазивный рак (carcinoma in situ)

Для надсвязочного отдела
- Tl — опухоль поражает только одну анатомическую часть надсвязочного отдела, при этом голосовые связки подвижны
- Т2 — опухоль прорастает слизистую оболочку или несколько анатомических частей надсвязочной или связочной областей, либо область вне надсвязочнго отдела (слизистую оболочку корня языка, язычно-надгортанное углубление, медиальную стенку грушевидного синуса) без фиксации гортани.
- ТЗ — опухоль распространена в пределах гортани, захватывая голосовые связки и (или) заперстневидное пространство, преднадгортанную ткань, окологлоточное пространство, щитовидный хрящ.
- Т4а — опухоль поражает щитовидный хрящ и (или) мягкие ткани шеи, щитовидную железу, пищевод, мышцы корня языка.
- Т4б — опухоль поражает предпозвоночное пространство, средостение, сонную артерию

Для связочного отдела
- Tl — опухоль поражает голосовые связки, которые ещё сохраняют подвижность, может прорастать переднюю или заднюю комиссуру
- Tlа — опухоль поражает одну голосовую связку
- Tlб — опухоль обе голосовые связки
- Т2 — новообразование распространяется на надсвязочную и (или) подсвязочную области, при этом нарушается подвижность голосовых связок
- ТЗ — опухоль распространена в пределах гортани, захватывая голосовые связки
- Т4а — опухоль поражает щитовидный хрящ и (или) мягкие ткани шеи, щитовидную железу, трахею, глотку, пищевод, мышцы корня языка
- Т4b — опухоль распространяется на превертебральное пространство, средостение, сонную артерию.

Для подсвязочного отдела
- Tl — опухоль поражает только подсвязочную область
- Т2 — опухоль поражает голосовые связки
- ТЗ — опухоль распространена в пределах гортани, захватывая голосовые связки
- Т4а — опухолевый процесс распространяется на перстневидный или щитовидный хрящ и (или) на прилежащие к гортани ткани, трахею, мягкие ткани шеи, щитовидную железу, пищевод
- Т4b — новообразование поражает превертебральное пространство, средостение, сонную артерию.

N — регионарные лимфатические узлы
- Nx — недостаточно данных для оценки состояния регионарных лимфатических узлов
- N0 — нет признаков метастатического поражения регионарных лимфатических узлов
- N1 — метастазы обнаруживаются в одном лимфатическом узле на стороне поражения, имеют размер до 3 см в наибольшем измерении
- N2 — имеется поражение лимфатических узлов на стороне поражения 3-6 см в наибольшем измерении; или метастазы в нескольких лимфатических узлах на стороне поражения до 6 см в наибольшем измерении; или метастазы в лимфатических узлах шеи с обеих сторон или с противоположной стороны до 6 см в наибольшем измерении

- N2а — метастазы находятся в одном лимфатическом узле на стороне поражения до 6 см в наибольшем измерении
- N2b — метастазы обнаруживаются в нескольких лимфатических узлах на стороне поражения до 6 см в наибольшем измерении
- N2c — метастазы обнаруживаются в лимфатических узлах шеи с обеих сторон или с противоположной стороны до 6 см в наибольшем измерении
- N3 — поражение лимфатических узлов метастазами более 6 см в наибольшем измерении

М — отдаленные метастазы
- Мх — недостаточно данных для определения отдаленных метастазов
- М0 — нет признаков отдаленных метастазов
- M1 — метастазы в отдалённых органах

G — гистопатологическая градация
- Gx — степень дифференцировки клеток не может быть оценена
- G1 — высокая степень дифференцировки
- G2 — умеренная степень дифференцировки
- G3 — низкодифференцированная опухоль
- G4 — недифференцированная опухоль

## Клиническая картина
Симптомы рака гортани зависят от локализации опухоли, а также от формы её роста. При возникновении рака надскладочного отдела вначале появляются боли при глотании, которые иррадиируют в ухо на стороне поражения. С ростом новообразования появляется чувство инородного тела. Боли заставляют больного сокращать приём пищи, что приводит к истощению организма. К опухолевому процессу присоединяется воспаление окружающих тканей, а разрушение тканей приводит к попаданию пищи и воды в трахею. Разрастание опухоли на стенке гортани приводит к её стенозу. При прорастании голосовых связок появляется и нарастает охриплость вплоть до полной афонии, а при заполнении опухолевыми массами просвета гортани — затруднённое дыхание. Распад опухоли проявляется кровохарканьем и гнилостным запахом изо рта.
Довольно быстро присоединяются метастазы. В четверти случаев при обращении к врачу опухоль уже поражает 2 или все 3 отдела гортани.
Рак подскладочного отдела растёт преимущественно эндофитно, сужает просвет гортани и поражает голосовые связки, часто прорастает трахею.

## Диагностика
Хотя симптомы рака гортани проявляются довольно рано (боли в горле, охриплость и т. д.), больным часто ставят неправильный диагноз, длительное время лечат от ларингита и назначают физиотерапевтические процедуры. В итоге рак диагностируется уже на поздних сроках.
Диагноз ставится на основании анамнеза, осмотра больного при помощи ларингоскопии и фиброларингоскопии, рентгенологических методов исследования. При помощи компьютерной томографии определяется распространённость опухолевого процесса. Биопсия используется для морфологического подтверждения диагноза.

## Лечение
Лечение рака гортани проводят хирургически и методами лучевой терапии, химиотерапии или их сочетанием (комбинационная терапия).
Хирургическое лечение показано при небольших размерах опухоли на I и II стадиях заболевания (T1, T2). Однако оно чаще всего комбинируется с лучевой терапией, которая позволяет значительно уменьшить размер опухоли. Вместе с облучением основной опухолевой массы проводят облучение и метастазов. Иногда требуется несколько сеансов облучения.
Лучевая терапия противопоказана, если диагностирован перихондрит хрящей гортани, опухоль проросла в пищевод и кровеносные сосуды, развились обширные регионарные и отдалённые метастазы или больной находится в тяжёлом состоянии.
На III—IV стадиях проводится предварительная лучевая терапия, во время которой облучается вся шея. Через 3-4 недели выполняется радикальная операция (резекция гортани, ларингэктомия, расширенная ларингэктомия), одновременно с которой удаляются и регионарные метастазы.
Низкой чувствительностью к облучению обладает рак подскладочного отдела гортани за исключением его малодифференцированных разновидностей, поэтому при его лечении преимущественно используют хирургическое лечение.
Химиотерапия при лечении рака гортани неэффективна и не может быть использована как самостоятельный вид лечения.

### Хирургическая реконструкция гортани
После радикальной операции в плановом порядке выполняется хирургическая реконструкция гортани с пластикой голосовых связок. Это позволяет восстановить разделительную функцию гортани (между пищеварительным трактом и трахеей), предотвратить хроническую аспирацию пищи и восстановить голос. Однако используются такие операции лишь после того, как получены все данные о том, что рак излечен и нет вероятности рецидива патологии.

## Прогноз
При комбинированном лечении рака гортани I—II стадий пятилетняя выживаемость больных составляет 75-90 %. На стадии III прогноз ухудшается — выживаемость снижается до 63-67 %, на стадии IV выживаемость составляет 20 %.
После лечения больных раком гортани актуальным является их послеоперационная реабилитация, особенно после радикальных хирургических операций. Такие больные нуждаются в обучении речи.

## Профилактика рака гортани
Профилактические мероприятия сводятся к устранению факторов, провоцирующих заболевание, а также к лечению предраковых патологий. Таким образом, можно выделить следующие подходы:
- Исключение курения, отказ от употребления алкоголя, в особенности крепких напитков.
- Использование средств индивидуальной защиты от вредного воздействия химических веществ при работе с таковыми.
- Обращение к специалисту при первых симптомах патологии гортани: длительном кашле, охриплости голоса, чувстве инородного тела, дискомфорте.
- Наблюдение у отоларинголога при наличии хронических воспалительных заболеваний лор-органов, в частности, ларингите.